# Discografia di Paolo Conte
La discografia del cantautore comprende sedici album in studio per il mercato italiano e internazionale, dieci album dal vivo, e svariate raccolte per il mercato italiano ed estero. Il debutto discografico da cantautore è avvenuto nel 1974, con l'uscita dell'album Paolo Conte e del singolo Questa sporca vita/La fisarmonica di Stradella (RCA Italiana, TPBO 1073), pubblicato su 45 giri.

## Album in studio
- 1974 - Paolo Conte (RCA Italiana, TPL 1-1092)
- 1975 - Paolo Conte (RCA Italiana, TPL 1-1183)
- 1979 - Un gelato al limon (RCA Italiana, PL 31452)
- 1981 - Paris milonga (RCA Italiana, PL 31581)
- 1982 - Appunti di viaggio (RCA Italiana, PL 31634)
- 1984 - Paolo Conte (CGD, 20444)
- 1987 - Aguaplano (CGD, 21220) [2 LP]
- 1990 - Parole d'amore scritte a macchina (CGD, 9031 72778-1)
- 1992 - 900 (CGD, 4509-91033-1)
- 1995 - Una faccia in prestito (CGD East West, 0630 12576-2)
- 2000 - Razmataz (Warner Fonit, 85738 57092 8)
- 2004 - Elegia (Warner Music Italia, 5050467575929)
- 2008 - Psiche (Universal, 1781900)
- 2010 - Nelson (Platinum/Universal Music Group, 3259130003499)
- 2014 - Snob (Platinum/Universal Music Group)
- 2016 -  Amazing Game (Decca)

## Album dal vivo
- 1985 - Concerti (CGD, 22213) [2 LP]
- 1988 - Paolo Conte Live (CGD, 20887)
- 1993 - Tournée (CGD, 4509-94252-2)
- 1998 - Tournée 2 (EastWest, 3984 25315-2-1)
- 2001 - I concerti live @ RTSI (album Paolo Conte) Paolo Conte. I concerti live @ RTSI Televisione svizzera (Sony, 5 099750 209325) [registrazione del 1988]
- 2005 - Live Arena di Verona (Warner Music Atlantic Group, 5051011130427) [2 CD]
- 2017 - Zazzarazàz - Uno Spettacolo Di Arte Varia (2 cd live + 1 inedito)
- 2018 - Live in Caracalla: 50 years of Azzurro (2 cd live + 1 inedito)
- 2021 - Live at Venaria Reale (con l'inedito "El Greco")
- 2023 - Paolo Conte Alla Scala - Il Maestro È Nell'anima (2 cd live)

## Rifacimenti
- 1996 - The Best of Paolo Conte (CGD East West, 0630 16861-2) [rifacimenti, brani studio e nove live già editi]
- 2003 - Reveries (Nonesuch, 7559 79818-2) [un inedito e nuove esecuzioni]

## EP
- 1962 - The italian way to swing (RCA Victor, PME 30-485; come "Paul Conte Quartet")
- 1980 - Bartali/Blue tangos/Un gelato al limon/La donna d'inverno (RCA, PE 6423) [promozionale]

## Raccolte
- 1982 - Paolo Conte (Serie Curcio Hit Parade, HP-12)
- 1982 - Il mondo di Paolo Conte (RCA Linea Tre, NL 33181) [riedito nel 2006 come Paolo Conte. Emozioni & parole (Sony BMG, 74321 515562)]
- 1982 - Parole e musica. Premiatissima '82 (RCA, PL 31673) [Conte presente con Nord]
- 1987 - Suonare, danzare... amare con Paolo Conte (RCA Linea Tre, CL70113)
- 1988 - L'album di Paolo Conte (RCA, NL 71289 (3)) [3 LP]
- 1989 - Mocambo (RCA Serie Flashback)
- 1990 - Paolo Conte al cinema. Colonne sonore (Mercury 842 957-1) [contiene 4 brani inediti su disco]
- 1992 - The Best of Paolo Conte (RCA, NL 74301) [già edito in Germania nel 1986]
- 1992 - Stai seria con la faccia, ma però... (RCA, PL 75275) [2 LP, contiene l'inedito Sant'America interpretato da Savino Schiavo]
- 1994 - Paolo Conte (RCA Serie Music Market, 74321-19067-2)
- 1998 - Gli anni Settanta (RCA, 74321 599792(2)) [2 CD]
- 1999 - Paolo Conte (RCA Serie I Miti Musica, 74321 581982)
- 2002 - Paolo Conte (BMG Ricordi, 74321 947582) [3 CD]
- 2003 - Paolo Conte (BMG Ricordi Serie Numeri Uno, 74321 986842)
- 2006 - Paolo Conte (Sony BMG Serie Superissimi - Gli eroi del juke box, 828768 931127)
- 2006 - Wonderful (RCA, 82876 851362) [3 CD]; (RCA, 88697 073972) [1CD]
- 2008 - Paolo Conte (Sony BMG Serie Gold Italia Collection, 74321 635582)
- 2008 - Paolo Conte plays jazz (Sony BMG, 88697 264592) [registrazioni del 1962, 1982 e 1985 con diverse formazioni jazz; Conte è al piano o al vibrafono]
- 2008 - Blue swing. Greatest hits (RCA, 88697 373952) [2 CD]
- 2008 - Tutto Conte - Via con me (Rhino Records, 5051865086154) [antologia con 30 brani in studio e 8 live] [2 CD]
- 2011 - Gong-oh (Platinum, 300 051 5) [con l'inedito La musica è pagana e nuova esecuzione di Via con me]

## Singoli
- 1974 - Questa sporca vita/La fisarmonica di Stradella (RCA Italiana, TPBO 1073)
- 1978 - Uomo camion/Angiolino (RCA, PB 6167)
- 1979 - Un gelato al limon/Sudamerica (RCA, PB 6347) [promozionale]
- 1983 - Via con me/Le chic et le charme (RCA, BB 6656) [dal film Tu mi turbi; Via con me cantata da Roberto Benigni]
- 1987 - Max/Hesitation (CGD, 109.591)
- 1987 - Aguaplano/Come di (CGD, 109.623)
- 1990 - Happy Feet/Dragon (CGD, 9031-73443-7)

- 1995 - Elisir (EastWest, PRCD 76) [promozionale]
- 1995 - Sijmadicandhapajiee (EastWest, PRCD 000131) [promozionale]
- 2004 - Molto lontano [senza data e numero di catalogo]
- 2005 - Cuanta pasión (WEA PRO 15688) [promozionale]
- 2008 - Il quadrato e il cerchio (Universal, 2008/071) [promozionale]
- 2014 - Tropical

## DVD
- 2001 - Razmataz (musical-vaudeville)
- 2003 - Nel cuore di Amsterdam (live)
- 2005 - Live Arena di Verona
- 2006 - Paolo Conte live @ RTSI

## Tributi
- 2007 - Danson metropoli - Canzoni di Paolo Conte, Piccola Orchestra Avion Travel

## Formazione più recente
- Daniele di Gregorio: pianoforte, batteria, marimba
- Jino Touche: contrabbasso, chitarra
- Daniele dall'Omo: chitarra
- Nunzio Barbieri: chitarra
- Luca Enipeo: chitarra
- Massimo Pitzianti: pianoforte, tastiera, fisarmonica, bandoneón, clarinetto, sax baritono
- Claudio Chiara: basso, tastiera, fisarmonica, sax alto, sax tenore, sax baritono, flauto
- Luca Velotti: sax soprano, sax tenore, sax contralto, sax baritono, clarinetto
- Lucio Caliendo: oboe, fagotto, percussioni
- Piergiorgio Rosso: violino

## Partecipazioni
- 1962 - The Italian Way to Dixieland (RCA Victor Serie Europa, PML-10310) [strumentale, Conte è al piano e al vibrafono in tre brani come membro della "Lazy River Band Society"]
- 1962 - I grandi temi del jazz vol. II. Lo swing (Ricordi, MRJ 8004) [antologia di vari gruppi jazz; Conte è al vibrafono con il Gianni Sanjust middle jazz sextet nei brani Between the devil and the deep blue sea, Take the "A" train, Stardust e Flying home]
- 1975 - Trianon '75. DomenicaMusica (RCA, TCM2 1178-1) [doppio LP con vari artisti RCA; Conte è presente con La ragazza fisarmonica]
- 1976 - Ben venga maggio di Stefano Palladini (RCA, TPL1 1205) [disco prodotto e firmato in copertina da Conte che è anche al vibrafono in The cats will know]
- 1978 - Danze di Renzo Zenobi (RCA, PL 31239) [anche se non accreditato Conte ne cura gli arrangiamenti e suona il pianoforte ed il kazoo nei brani Una piccola storia solo verso la fine divenuta canzone e I capperi e le stelle in salita)
- 1978 - Alla grande... di Bruno Lauzi (Numero Uno, ZPLN 34050) [Conte è al pianoforte e cura gli arrangiamenti con Alessandro Colombini in Bartali]
- 1981 - Marginal tangos di Juan Carlos Biondini (Fonit Cetra, LPX 91) [Conte firma le note di copertina]
- 1981 - Amici miei di Bruno Lauzi (Numero Uno, ZPGN 33422) [Q disc] [Conte canta e suona il piano curando l'arrangiamento di Argentina]
- 1982 - Just thirty years! dei Dr. Dixie Jazz Band (Speedy Co., CNR 101) [Conte al pianoforte in Big butter & egg man from west]
- 1984 - Jazzin' together again dei Dr. Dixie Jazz Band (Speedy Co., CND 25007) [Conte al vibrafono in Flying home]
- 1985 - Back to jazz di Bruno Lauzi (Dire, FO 377) [Conte al vibrafono in Love is here to stay e in My funny Valentine]
- 1986 - Colonna sonora del film Un complicato intrigo di donne vicoli e delitti (Cinevox, MDF 33.169) [Conte al piano in Tapis roulant]
- 1997 - Eugenio Montale. La vita, le opere, Firenze-Roma, Ludomedia-Sacis. [CD-Rom con 12 brani ispirate ad altrettante poesie di Montale musicate da Conte]
- 2000 - Paolo Conte e amici (Pastels, 4 0112222 034274) [antologia della Dr. Dixie Jazz Band con 12 brani live dal 1983 al 1996; in quattro brani Conte è al piano o al vibrafono. Tra gli ospiti Lucio Dalla, Renzo Arbore, Pupi Avati, Nardo Giardina, Silvano Salviati e molti altri. Ristampato nel 2004 come Impressioni di jazz]
- 2004 - Rendez vous di Jane Birkin (Capitol, 0724357807821) [Conte duetta con Birkin in Chiamami adesso; CD per il mercato francese]
- 2006 - The Best 2006 di Enzo Jannacci (Ala Bianca, ABR 128553951) [Conte al pianoforte duetta con Jannacci in Bartali]
- 2007 - Danson metropoli - Canzoni di Paolo Conte degli Avion Travel (Sugar Warner, 3312098062) [contiene l'inedita Il giudizio di Paride; Conte, Gianna Nannini e Peppe Servillo cantano Elisir].
- 2007 - Uno dei Marlene Kuntz (Virgin, 5099950659227) [Conte al pianoforte in Musa]
- 2009 - Nostos di Antonio Marangolo, Ares Tavolazzi ed Ellade Bandini (Fortuna records, SFRC-CD026) [Conte al piano in Alle prese con una verde milonga]
- 2009 - Colonna sonora per l'installazione La Figlia di Isacco di Valerio Berruti
- 2010 - Grovigli di Malika Ayane (Sygar, 80331 20981 784) [Conte duetta nella sua Little Brown Bear con Ayane]

## Musiche per il "Teatro del Magopovero"
- 1980 - Moby Dick di Luciano Nattino, Antonio Catalano, Elio Bellangero
- 1981 - On the road di Luciano Nattino
- 1982 - Galileo di Luciano Nattino
- 1983 - Scaramouche di Luciano Nattino
- 1984 - I No moderni di Yukio Mishima
- 1986 - La barca di Gérard Gélas
- 1988 - Balena di Alessandra Genola e Luciano Nattino
- 1990 - Creature di Luciano Nattino

## Canzoni scritte da Paolo Conte per altri interpreti
| Anno | Titolo                                                | Autori del testo                   | Autori della musica                         | Interprete/i                     | Etichetta e n. catalogo                                                  |
| ---- | ----------------------------------------------------- | ---------------------------------- | ------------------------------------------- | -------------------------------- | ------------------------------------------------------------------------ |
| 1964 | Ed ora te ne vai                                      | Giorgio Conte                      | Paolo Conte                                 | Vanna Brosio                     | La voce del padrone, 45 giri 7MQ 1925                                    |
| 1964 | L'ultimo giorno                                       | Giorgio Calabrese                  | Paolo Conte e Giorgio Conte                 | Carla Boni                       | Polydor, 45 giri NH 54 782                                               |
| 1966 | Chi era lui                                           | Mogol e Miki Del Prete             | Paolo e Giorgio Conte                       | Adriano Celentano                | Clan, 45 giri ACC 24032; 33 giri Il ragazzo della via Gluck ACC/LP 40007 |
| 1967 | La coppia più bella del mondo                         | Luciano Beretta e Miki Del Prete   | Paolo Conte e Michele Virano                | Adriano Celentano e Claudia Mori | Clan, 45 giri ACC 24051; 33 giri Una carezza in un pugno ACC/LP 40011    |
| 1967 | Quando io sarò partita                                | Mogol                              | Paolo Conte                                 | Gigliola Cinquetti               | CGD, 45 giri N 9654; 33 giri La rosa nera POP 36                         |
| 1967 | Grin grin grin                                        | Vito Pallavicini e Franco Califano | Paolo Conte                                 | Carmen Villani                   | Cetra, 45 giri SP 1335                                                   |
| 1968 | No amore                                              | Vito Pallavicini                   | Enrico Intra, Paolo Conte, Mansueto Deponti | Giusy Romeo                      | Columbia, 45 giri SCMQ 7082                                              |
| 1968 | No amore                                              | Vito Pallavicini                   | Enrico Intra, Paolo Conte, Mansueto Deponti | Sacha Distel                     | Pathé, 45 giri AQ 1364                                                   |
| 1968 | Un milione, un miliardo                               | Vito Pallavicini                   | Paolo Conte                                 | Astrud Gilberto                  | Verve Records, 33 giri Astrud Gilberto canta in italiano SVL 52.015      |
| 1968 | Un milione, un miliardo                               | Vito Pallavicini                   | Paolo Conte                                 | Leo Sardo                        | Style, 45 giri STMS 680                                                  |
| 1968 | Il fuoco brucia                                       | Vito Pallavicini e Glassberg       | Paolo Conte                                 | Arthur Conley                    | Atlantic, 45 giri ATL-NP 03074                                           |
| 1968 | Azzurro                                               | Vito Pallavicini                   | Paolo Conte                                 | Adriano Celentano                | Clan, 45 giri ACC.24080; 33 giri Una carezza in un pugno ACC/LP 40011    |
| 1968 | Insieme a te non ci sto più                           | Vito Pallavicini                   | Paolo Conte e Michele Virano                | Caterina Caselli                 | CGD, 45 giri N 9691; 33 giri Caterina Caselli CGD 5080 (1970)            |
| 1968 | Il dolce volo                                         | Vito Pallavicini                   | Paolo Conte                                 | Caterina Caselli                 | CGD, 45 giri N 9691                                                      |
| 1968 | I fiori camminano                                     | Vito Pallavicini                   | Paolo Conte                                 | Cesare Montanari                 | RiFi, 45 giri RFN-NP 16287                                               |
| 1968 | Love, amore                                           | Vito Pallavicini                   | Paolo Conte                                 | Cesare Montanari                 | RiFi, 45 giri RFN-NP 16287                                               |
| 1968 | Un piede                                              | Vincenzo Buonassisi                | Paolo Conte                                 | Bruna Modigliani                 | Carosello, 45 giri CL 20123                                              |
| 1969 | Barbara (e Mirka)                                     | Paolo Conte e Vito Pallavicini     | Paolo Conte                                 | Gino Santercole                  | Clan, 45 giri BF 69024                                                   |
| 1969 | Due ragazzi                                           | Vito Pallavicini                   | Paolo Conte                                 | Tereza                           | Philips, 45 giri 363 738 PF                                              |
| 1969 | Com'è piccolo il mondo                                | Vito Pallavicini                   | Paolo Conte                                 | Shirley Bassey                   |                                                                          |
| 1969 | La speranza è una stanza                              | Vito Pallavicini                   | Paolo Conte                                 | Dalida                           | Barclay, 45 giri BN 7033                                                 |
| 1969 | Tripoli 1969                                          | Vito Pallavicini e Miki Del Prete  | Paolo Conte e Michele Virano                | Patty Pravo                      | ARC, 45 giri AN 4175; 33 giri Concerto per Patty RCA ARC ALPS 11013      |
| 1970 | Indianapolis                                          | Vito Pallavicini                   | Paolo Conte                                 | Thim                             |                                                                          |
| 1970 | Il sapone, la pistola, la chitarra e altre meraviglie | Vito Pallavicini                   | Paolo Conte                                 | Equipe 84                        | Ricordi, 45 giri SRL 10.586; 33 giri SMRL 6086 (1971)                    |
| 1971 | Santo Antonio, Santo Francisco                        | Vito Pallavicini                   | Paolo Conte                                 | Piero Focaccia                   | Rare, 45 giri NP 77551                                                   |
| 1971 | Santo Antonio, Santo Francisco                        | Vito Pallavicini                   | Paolo Conte                                 | Mungo Jerry                      | Pye, 45 giri P 67.030                                                    |
| 1971 | Santo Antonio, Santo Francisco                        | Vito Pallavicini                   | Paolo Conte                                 | Lucio Dalla                      | RCA Victor, 33 giri XXI Festival della canzone italiana AVLP 3998        |
| 1971 | Blu allodola                                          | Vito Pallavicini                   | Paolo Conte                                 | Geo Malaspina                    | Ricordi, 45 giri SRL 10-631                                              |
| 1971 | Stupido                                               | Vito Pallavicini                   | Paolo Conte                                 | Geo Malaspina                    | Ricordi, 45 giri SRL 10-631                                              |
| 1971 | Una giornata al mare                                  | Paolo Conte                        | Paolo Conte, Giorgio Conte                  | Equipe 84                        | Ricordi, 45 giri SRL 10655                                               |
| 1976 | Sanremo Sanremo                                       | Giorgio e Paolo Conte              | Giorgio e Paolo Conte                       | Erminio Macario                  | RCA, 45 giri TPBO 1201; 33 giri Macario 1 e 2 TPL 1200                   |
| 1977 | Monticone                                             | Paolo Conte                        | Paolo Conte                                 | Gipo Farassino                   | Feeling Record Italiana, 33 giri Per la mia gente FR 69402               |
| 1981 | Argentina                                             | Paolo Conte                        | Paolo Conte                                 | Bruno Lauzi                      | Numero Uno, Q disc ZPGN 33422                                            |
| 1981 | Vamp                                                  | Paolo Conte                        | Paolo Conte                                 | Gabriella Ferri                  | RCA, 33 giri Gabriella PL 31595                                          |
| 1981 | Sola contro un record                                 | Paolo Conte                        | Paolo Conte                                 | Gabriella Ferri                  | RCA, 33 giri Gabriella PL 31595                                          |
| 1981 | Non piangere                                          | Paolo Conte                        | Paolo Conte                                 | Gabriella Ferri                  | RCA, 33 giri Gabriella PL 31595                                          |
| 1981 | Non ridere                                            | Paolo Conte                        | Paolo Conte                                 | Gabriella Ferri                  | RCA, 33 giri Gabriella PL 31595                                          |
| 1985 | Spaccami il cuore                                     | Paolo Conte                        | Paolo Conte                                 | Mia Martini e la Macchina        | DDD, 45 giri A 6030; 33 giri Ti regalo un sorriso LSM 1342 (1988)        |
| 1986 | D'Artagnan                                            | Paolo Conte                        | Red Canzian                                 | Red Canzian                      | CGD, 33 giri Io e Red 20498                                              |
| 1989 | Sant'America                                          | Paolo Conte                        | Paolo Conte                                 | Savino Schiavo                   |                                                                          |
| 1990 | Amada mia                                             | Paolo Conte                        | Paolo Conte                                 | Caterina Caselli                 | Sugar, 33 giri Amada mia 508 100-1                                       |
| 2005 | L'indiano                                             | Paolo Conte                        | Paolo Conte                                 | Adriano Celentano                | Clan, CD C'è sempre un motivo 2056.2                                     |
| 2007 | Il giudizio di Paride                                 | Paolo Conte                        | Paolo Conte                                 | Avion Travel                     | Sugar/Warner CD Danson metropoli 3312098062                              |
| 2010 | Little Brown Bear                                     | Paolo Conte                        | Paolo Conte                                 | Malika Ayane                     | Sugar, CD Grovigli 80331 20981 784                                       |

## Canzoni incise da Paolo Conte e pubblicate anche da altri interpreti
| Anno | Titolo                                       | Autori del testo | Autori della musica | Interprete/i     | Etichetta e n. catalogo                            |
| ---- | -------------------------------------------- | ---------------- | ------------------- | ---------------- | -------------------------------------------------- |
| 2006 | Aguaplano                                    | Paolo Conte      | Paolo Conte         | Avion Travel     | Sugar, 3312098062                                  |
| 2004 | Alle prese con una verde milonga             | Paolo Conte      | Paolo Conte         | Marlene Kuntz    | Virgin Music, 7243 5717 1526 / EMI, 7243 5717 1526 |
| 1990 | Amada mia                                    | Paolo Conte      | Paolo Conte         | Caterina Caselli | Sugar Music, 508 100-1                             |
|      | Anni                                         |                  |                     |                  |                                                    |
|      | Architetture lontane                         |                  |                     |                  |                                                    |
|      | Artes                                        |                  |                     |                  |                                                    |
|      | Avanti                                       |                  |                     |                  |                                                    |
|      | Azzurro                                      |                  |                     |                  |                                                    |
|      | Bartali                                      |                  |                     |                  |                                                    |
|      | Blu notte                                    |                  |                     |                  |                                                    |
|      | Blue Haways                                  |                  |                     |                  |                                                    |
|      | Blue tangos                                  |                  |                     |                  |                                                    |
|      | Boogie                                       | Paolo Conte      | Paolo Conte         | Ivano Fossati    | CBS (nell'album Ventilazione, 1984)                |
|      | Brillantina bengalese                        |                  |                     |                  |                                                    |
|      | Chiamami adesso                              |                  |                     |                  |                                                    |
|      | Come mi vuoi?                                |                  |                     |                  |                                                    |
|      | Cosa sai di me?                              |                  |                     |                  |                                                    |
|      | Dal loggione                                 |                  |                     |                  |                                                    |
|      | Dancing                                      |                  |                     |                  |                                                    |
|      | Danson metropoli                             |                  |                     |                  |                                                    |
|      | Diavolo rosso                                |                  |                     |                  |                                                    |
|      | Do-do                                        |                  |                     |                  |                                                    |
|      | Don't break my heart                         |                  |                     |                  |                                                    |
|      | Don't throw it in the W.C.                   |                  |                     |                  |                                                    |
|      | Dragon                                       |                  |                     |                  |                                                    |
|      | Eden                                         |                  |                     |                  |                                                    |
|      | Elisir                                       |                  |                     |                  |                                                    |
|      | Fritz                                        |                  |                     |                  |                                                    |
| 1975 | Genova per noi                               | Paolo Conte      | Paolo Conte         | Bruno Lauzi      | Numero Uno, ZSLN 55680                             |
|      | Gioco d'azzardo                              |                  |                     |                  |                                                    |
|      | Gong-oh                                      |                  |                     |                  |                                                    |
|      | Happy feet                                   |                  |                     |                  |                                                    |
|      | Ho ballato di tutto                          |                  |                     |                  |                                                    |
|      | I giardini pensili hanno fatto il loro tempo |                  |                     |                  |                                                    |
| 2013 | Il miglior sorriso della mia faccia          | Paolo Conte      | Paolo Conte         | Alì              | La Vigna Dischi, LVD 004                           |
|      | Il treno va                                  |                  |                     |                  |                                                    |
|      | Jimmy, ballando                              |                  |                     |                  |                                                    |
|      | la donna d'inverno                           |                  |                     |                  |                                                    |
| 2016 | La fisarmonica di Stradella                  | Paolo Conte      | Paolo Conte         | Gli Scontati     | MarteLabel, ML087                                  |
|      | Languida                                     |                  |                     |                  |                                                    |
|      | L'avance                                     |                  |                     |                  |                                                    |
|      | la zarzamora                                 |                  |                     |                  |                                                    |
|      | Les tam tam du Paradis                       |                  |                     |                  |                                                    |
|      | Le tue parole per me                         |                  |                     |                  |                                                    |
|      | L'incantatrice                               |                  |                     |                  |                                                    |
|      | L'ultima donna                               |                  |                     |                  |                                                    |
|      | Lupi spelacchiati                            |                  |                     |                  |                                                    |
|      | Max                                          |                  |                     |                  |                                                    |
|      | Mexico e nuvole                              |                  |                     |                  |                                                    |
|      | Midnight's knock out                         |                  |                     |                  |                                                    |
|      | Mister Jive                                  |                  |                     |                  |                                                    |
|      | Naufragio a Milano                           |                  |                     |                  |                                                    |
|      | Onda su onda                                 |                  |                     |                  |                                                    |
|      | Parigi                                       |                  |                     |                  |                                                    |
|      | Parole d'amore scritte a macchina            |                  |                     |                  |                                                    |
|      | Per ogni cinquantennio                       |                  |                     |                  |                                                    |
|      | Per quel che vale                            |                  |                     |                  |                                                    |
|      | Pesce veloce del Baltico                     |                  |                     |                  |                                                    |
|      | Questa sporca vita                           |                  |                     |                  |                                                    |
|      | Reveries                                     |                  |                     |                  |                                                    |
|      | Schiava del Politeama                        |                  |                     |                  |                                                    |
|      | Sijmandicandhapajiee                         |                  |                     |                  |                                                    |
|      | Si ta' vuo' scurda'                          |                  |                     |                  |                                                    |
|      | Spaccami il cuore                            |                  |                     |                  |                                                    |
|      | Spassiunatamente                             |                  |                     |                  |                                                    |
|      | Sudamerica                                   |                  |                     |                  |                                                    |
|      | Una di queste notti                          |                  |                     |                  |                                                    |
|      | Una faccia in prestito                       |                  |                     |                  |                                                    |
|      | Una giornata al mare                         |                  |                     |                  |                                                    |
|      | Un fachiro al cinema                         |                  |                     |                  |                                                    |
|      | Un gelato al limon                           |                  |                     |                  |                                                    |
|      | Un vecchio errore                            |                  |                     |                  |                                                    |
|      | Vamp                                         |                  |                     |                  |                                                    |
|      | Via con me                                   |                  |                     |                  |                                                    |
|      | Wanda                                        |                  |                     |                  |                                                    |